# Сухая гроза
Суха́я гроза́ — гроза, которая наблюдается без осадков или при минимальном их количестве. Возникает при высокой температуре (выше 30 °C) и низкой относительной влажности воздуха (обычно менее 30 — 40 %). Осадки при этом не успевают достичь поверхности земли, испаряясь в атмосфере. Молнии в таких условиях часто становятся причиной крупных пожаров, а сопровождающий грозу сильный ветер способствует быстрому неконтролируемому распространению огня. Сухая гроза, в частности, стала причиной крупнейшего в Португалии лесного пожара в 2017 году и также лесных пожаров в Сибири в 2019 году.